# Viaducto del río Guadajoz
El viaducto del río Guadajoz es un viaducto metálico situado en el municipio español de Luque, en la provincia de Córdoba. La infraestructura permite salvar el cauce del río Guadajoz. Históricamente perteneció a la línea férrea Linares-Puente Genil, en servicio entre 1893 y 1984, si bien en la actualidad forma parte del trazado de la vía verde de la Subbética.

## Características
El viaducto fue construido por la Compañía de los Ferrocarriles Andaluces de acuerdo con el proyecto redactado por el ingeniero constructor C. Alessandri. Las obras transcurrieron a finales del siglo XIX, entrando en servicio para 1893. La infraestructura atraviesa el cauce del río Guadajoz, coincidiendo con el límite entre las provincias de Córdoba y Jaén. Tiene una longitud de 207,7 metros y presenta dos tramos laterales de 67 metros y un tramo central de 73 metros. La estructura del viaducto fue realizada mediante pilas metálicas que se sostienen sobre una base de sillería, construida esta sobre el cauce del río.